# 中谷潤人
中谷 潤人（なかたに じゅんと、1998年1月2日 - ）は、日本のプロボクサー。三重県東員町出身。M.Tボクシングジム所属。元WBO世界フライ級王者。元WBO世界スーパーフライ級王者。元WBC・IBF世界バンタム級統一王者。世界3階級制覇王者。
入場曲は長渕剛「神風特攻隊」。同ジム創設者高城正宏の古巣である帝拳プロモーション、アメリカ大手のトップランクとの三者合同でプロモートを受けている。

## 来歴
両親が礼儀作法を学ばせるため、小学3年から極真空手をやっていたが、体が小さかった中谷にフルコンタクトの戦いは厳しく連戦連敗で、なかなか試合で勝てなかった。中谷が空手で勝てないことを知っていた、両親が営んでいたお好み焼き屋の常連客に体重別のボクシングを勧められると、小学6年の時にテレビでボクシングの試合を見て興味をもったことからボクシングに転向、中学1年生の時に石井広三が会長を務めていた桑名市のKOZOジムに入門、中学2年生の時に32.5kg級・3年生の時に40kg級でU-15大会を連覇した。
東員町立東員第二中学校を卒業後、高校に進学せずに単身アメリカへ留学して元世界王者畑山隆則のトレーナーだったルディ・エルナンデスや岡部大介から指導を受けた。
16歳の時に、岡部に紹介されたM.Tボクシングジムに入門した。
2015年4月26日に岐阜商工会議所で糸賀純一とミニマム級4回戦を戦い、1回1分33秒TKO勝ちを収めてデビュー戦を白星で飾った。

### フライ級
2016年12月23日、東日本フライ級新人王として、西軍代表矢吹正道を相手に4回3-0（39-38、39-37×2）の判定勝ちを収めて全日本新人王を獲得した。なおこの勝利でJBCの発表した最新ランキングで初めてフライ級日本ランク入りを果たす。
2017年8月23日、後楽園ホールでユーリ阿久井政悟と初代日本フライ級ユース王座決定トーナメント決勝戦を行い、6回2分1秒TKO勝ちを収めて初代日本同級ユース王者になり、最優秀選手賞を獲得した。なおこの試合で東日本ボクシング協会から2017年8月度月間賞新鋭賞を受賞した。
2018年10月6日、後楽園ホールで行われた「第577回ダイナミックグローブ」にて日本フライ級2位の小坂駿と日本同級王座挑戦者決定戦を行い、8回3-0（80-71×2、79-72）の判定勝ちを収めて日本同級王者黒田雅之への挑戦権を獲得した。しかしその後黒田が王座を返上したため、2019年2月2日に望月直樹と日本同級王座決定戦を行い、9回23秒TKO勝ちを収めて日本王座獲得に成功した。
同年6月1日に中野ウルフと対戦する予定だったが、中野の怪我のため中止となった。
2019年6月1日、後楽園ホールで上記の試合の代わりとしてフィリピンバンタム級8位のフィリップ・ルイス・クエルドと対戦し、1回1分23秒KO勝ちを収めた。
2019年7月23日付けで、日本フライ級王座を返上した。
2019年10月5日、後楽園ホールで元IBF世界ライトフライ級王者でWBC世界同級12位のミラン・メリンドと対戦し、6回2分2秒TKO勝ちを収めた。
2020年4月4日、後楽園ホールで田中恒成が返上したWBO世界フライ級王座をかけて、WBO世界同級1位のジーメル・マグラモと対戦する予定であったが、新型コロナウイルス感染症の感染拡大の影響により、一度は同年8月に延期され、最終的には同年11月6日に開催されることになった。
2020年11月6日、後楽園ホールでジーメル・マグラモとWBO世界フライ級王座決定戦を行い、8回に左アッパーを効かせてダウンを奪うと、そのまま10カウント。8回2分10秒KO勝ちで王座を獲得し、M.Tボクシングジム所属の選手として初めての世界王者に輝いた。また、日本人男子の新世界王者誕生は、新元号・令和に入って以降では初となり、また三重県出身ボクサーとしても初の男子世界王者となった。
王座獲得後、コロナ禍の影響で初防衛戦の日程がなかなか決まらない状況であったが、2021年9月10日にアリゾナ州ツーソンにて元WBOライトフライ級王者で指名挑戦者のWBO世界フライ級1位アンヘル・アコスタ（プエルトリコ）とWBO世界同級タイトルマッチを行い、4回32秒TKO勝ちを収め初防衛に成功した。アメリカでの初防衛成功は日本人史上初となった。
2022年4月9日、さいたまスーパーアリーナで行われたゲンナジー・ゴロフキン 対 村田諒太戦興行のセミメインにおいて、WBOアジアパシフィックフライ級王者でWBO世界同級2位の山内涼太とWBO世界同級タイトルマッチを行い、8回2分20秒TKO勝ちを収め2度目の防衛に成功した。

### スーパーフライ級
2022年10月27日、スーパーフライ級転向のためWBO世界フライ級王座を返上し、WBO総会で行われたランキング委員会でWBO世界スーパーフライ級1位にランクされることが全会一致で決定された。
2022年11月1日、さいたまスーパーアリーナで行われた寺地拳四朗 対 京口紘人戦興行において、元IBF・WBO世界ミニマム級統一王者でWBO世界スーパーフライ級3位・IBF同級4位のフランシスコ・ロドリゲス・ジュニアとスーパーフライ級10回戦で対戦し、3-0（97-92、98-91、99-90）の判定勝ちを収めた。
2022年11月4日、WBOは同年12月31日に王座統一戦として行われるWBO世界スーパーフライ級王者井岡一翔対WBA世界同級王者ジョシュア・フランコの勝者に、2023年6月末までに中谷との指名試合を行うよう指令した。しかし井岡対フランコ戦は両者引き分け防衛に終わり、2023年1月9日、WBOは改めて中谷とWBO世界同級王者井岡の両陣営に対して、30日間で指名試合の対戦交渉に入るよう通達した。しかし、交渉期限までに合意には至らず、WBOは興行権入札を2月23日にWBO本部で行うと発表した。
2023年2月17日、WBOは井岡の世界スーパーフライ級王座の返上および中谷と同級2位アンドリュー・モロニーに王座決定戦を指令した事を発表した。

#### 二階級制覇
2023年5月20日、アメリカ合衆国ネバダ州ラスベガスのMGMグランド・ガーデン・アリーナにてデヴィン・ヘイニー対ワシル・ロマチェンコの前座でアンドリュー・モロニーとのWBO世界スーパーフライ級王座決定戦を行い、最終回に左のカウンターフックを叩き込んでモロニーをマットに沈めて12回2分42秒KO勝ちを収め王座を獲得、日本人男子では17人目となる世界二階級制覇を達成した。また、同アリーナにおける日本人選手の世界戦勝利は2014年7月の亀田和毅に次いで2人目となった。この試合はデヴィン・ヘイニーvsワシル・ロマチェンコのPPVカードの前座として米国スポーツ専門局ESPNで放送され、日本ではWOWOW「エキサイトマッチスペシャル」にてメインと合わせて生中継された。この試合のKO劇は同年12月30日、ESPNにプロボクシングの2023年表彰で年間最優秀KO賞に選出、米スポーツ専門局CBSスポーツでもボクシング界の2023年の年間最優秀KO賞を選出した。2024年1月9日にはプロボクシングの米国興行会社大手「トップランク」社がファン投票で決まる2023年の「トップランク・ファン・アウォーズ」で年間最優秀KO賞と発表、1月14日にはアメリカで最も権威のある専門誌「ザ・リング」の2023年の年間最優秀KO賞にも選出された。

### バンタム級
2023年12月14日、中谷は都内で行われた「Live Boxing」の記者会見に出席、バンタム級に転向するためにWBO世界スーパーフライ級王座の返上を表明し、2024年2月24日に両国国技館でバンタム級の初戦としてWBC世界バンタム級王者のアレハンドロ・サンティアゴに挑戦することを発表した。

#### 三階級制覇
2024年2月24日、両国国技館でWBC世界バンタム級王者のアレハンドロ・サンティアゴとWBC世界同級タイトルマッチを行い、6回1分12秒TKO勝ちを収め世界3階級制覇に成功した。日本男子7人目の世界3階級制覇達成で、全勝で決めたのは井上尚弥、田中恒成に続いて3人目。
2024年7月20日、両国国技館でWBC世界バンタム級1位の指名挑戦者ビンセント・アストロラビオとWBC世界同級タイトルマッチを行い、初回2分37秒KO勝ちを収め初防衛に成功した。
2024年10月14日、有明アリーナでWBC世界バンタム級1位でABCO同級王者のペッチ・CPフレッシュマートと2試合連続の指名試合となる2度目の防衛戦を行い、2度ダウンを奪って6回2分59秒TKO勝ちで2回目の防衛に成功した。
2025年2月24日、有明アリーナでWBC世界バンタム級6位のデビッド・クエジャルとWBC世界同級タイトルマッチを行い、3回3分4秒KO勝ちを収め3度目の防衛に成功した。。

#### 2団体王座統一
2025年4月18日、同年6月8日に有明コロシアムでIBF世界バンタム級王者の西田凌佑とWBC・IBF世界同級王座統一戦および前リングマガジン世界同級王者井上尚弥の王座返上に伴い空位となったリングマガジン世界同級王座決定戦を行うことが発表された。日本人の世界王者による王座統一戦は同年3月13日の寺地拳四朗対ユーリ阿久井政悟のWBA・WBC世界フライ級王座統一戦以来約3ヶ月ぶり4度目かつ年内に行われる日本人同士の世界王座統一戦は2度目と過去最多となる。
2025年6月8日、有明コロシアムでIBF世界バンタム級王者の西田凌佑とWBC・IBF世界同級王座統一戦およびリングマガジン世界同級王座決定戦を行い、7回開始前に西田が右肩脱臼により試合続行不可能になったため、6回終了TKO勝ちでWBC王座4度目の防衛とIBF王座の獲得に成功、2団体王座統一とリングマガジン王座獲得を果たした。

## 人物
- 弟の龍人は2022年にマネージャーライセンスを取得し、以来兄をサポートしている[58]。
- 趣味は海釣り、卓球、バスケットボール[11]。
- 2019年8月1日、相模原市にトンテキ専門店の『とん丸』をオープンさせた。しかし、新型コロナウイルスの感染拡大の影響を受け、2020年5月末に閉店した[59]。
- 通常の練習だけではなく、試合中に右目が塞がってしまった場合や、どちらかの拳を痛めてしまった場合など最悪の事態に置かれたことを想定した練習も組み込んでいる[60]。

## 戦績
- アマチュアボクシング：16戦 14勝 2敗
- プロボクシング：31戦 31勝 (24KO) 無敗

| 戦           | 日付           | 勝敗 | 時間     | 内容         | 対戦相手                             | 国籍           | 備考                                                                  |
| ------------ | -------------- | ---- | -------- | ------------ | ------------------------------------ | -------------- | --------------------------------------------------------------------- |
| 1            | 2015年4月26日  | ☆    | 1R 1:33  | TKO          | 糸賀純一（広島三栄）                 | 日本           | プロデビュー戦                                                        |
| 2            | 2015年7月17日  | ☆    | 4R 1:06  | TKO          | 小久保聡（三迫）                     | 日本           |                                                                       |
| 3            | 2015年11月22日 | ☆    | 4R       | 判定 3-0     | マグナム西田（厚木ワタナベ）         | 日本           |                                                                       |
| 4            | 2016年1月28日  | ☆    | 3R 2:17  | TKO          | 富岡哲也（REBOOT）                   | 日本           | C級トーナメント決勝戦                                                 |
| 5            | 2016年4月28日  | ☆    | 1R 1:43  | TKO          | ユッタナー・シーサケットパッタナー   | タイ           |                                                                       |
| 6            | 2016年7月27日  | ☆    | 2R 0:15  | TKO          | 村松崇（協栄山神）                   | 日本           | 2016年東日本フライ級新人王予選                                        |
| 7            | 2016年10月4日  | ☆    | 2R 終了  | TKO          | 田中公士（三迫）                     | 日本           | 2016年東日本フライ級新人王予選                                        |
| 8            | 2016年11月13日 | ☆    | 1R 1:40  | TKO          | 山田大輔（REBOOT）                   | 日本           | 2016年東日本フライ級新人王決勝戦                                      |
| 9            | 2016年12月23日 | ☆    | 4R       | 判定 3-0     | 矢吹正道（薬師寺）                   | 日本           | 全日本フライ級新人王決勝戦                                            |
| 10           | 2017年2月19日  | ☆    | 2R 0:43  | TKO          | ミンクワン・アールアールナコンパトム | タイ           |                                                                       |
| 11           | 2017年4月16日  | ☆    | 4R 0:53  | TKO          | ジョエル・タドゥラン                 | フィリピン     |                                                                       |
| 12           | 2017年5月16日  | ☆    | 6R       | 判定 2-0     | 工藤優雅（マナベ）                   | 日本           | 初代日本フライ級ユース王座決定トーナメント準決勝                      |
| 13           | 2017年8月23日  | ☆    | 6R 2:01  | TKO          | ユーリ阿久井政悟（倉敷守安）         | 日本           | 初代日本フライ級ユース王座決定トーナメント決勝戦                      |
| 14           | 2018年1月20日  | ☆    | 1R 1:56  | KO           | ジェロニル・ボレス                   | フィリピン     |                                                                       |
| 15           | 2018年4月15日  | ☆    | 8R 0:43  | 負傷判定 3-0 | マリオ・アンドラーデ                 | メキシコ       |                                                                       |
| 16           | 2018年7月7日   | ☆    | 3R 0:36  | KO           | デクスター・アリメンタ               | フィリピン     |                                                                       |
| 17           | 2018年10月6日  | ☆    | 8R       | 判定 3-0     | 小坂駿（真正）                       | 日本           | 2018年度日本フライ級最強挑戦者決定戦                                  |
| 18           | 2019年2月2日   | ☆    | 9R 0:23  | TKO          | 望月直樹（横浜光）                   | 日本           | 日本フライ級王座決定戦                                                |
| 19           | 2019年6月1日   | ☆    | 1R 1:23  | KO           | フィリップ・ルイス・クエルド         | フィリピン     |                                                                       |
| 20           | 2019年10月5日  | ☆    | 6R 2:02  | TKO          | ミラン・メリンド                     | フィリピン     |                                                                       |
| 21           | 2020年11月6日  | ☆    | 8R 2:10  | KO           | ジーメル・マグラモ                   | フィリピン     | WBO世界フライ級王座決定戦                                             |
| 22           | 2021年9月10日  | ☆    | 4R 0:32  | TKO          | アンヘル・アコスタ                   | プエルトリコ   | WBO防衛1                                                              |
| 23           | 2022年4月9日   | ☆    | 8R 2:20  | TKO          | 山内涼太（角海老宝石）               | 日本           | WBO防衛2                                                              |
| 24           | 2022年11月1日  | ☆    | 10R      | 判定 3-0     | フランシスコ・ロドリゲス・ジュニア   | メキシコ       | スーパーフライ級10回戦                                                |
| 25           | 2023年5月20日  | ☆    | 12R 2:42 | KO           | アンドリュー・モロニー               | オーストラリア | WBO世界スーパーフライ級王座決定戦                                     |
| 26           | 2023年9月18日  | ☆    | 12R      | 判定 3-0     | アルヒ・コルテス                     | メキシコ       | WBO防衛1                                                              |
| 27           | 2024年2月24日  | ☆    | 6R 1:12  | TKO          | アレハンドロ・サンティアゴ           | メキシコ       | WBC世界バンタム級タイトルマッチ                                       |
| 28           | 2024年7月20日  | ☆    | 1R 2:37  | KO           | ビンセント・アストロラビオ           | フィリピン     | WBC防衛1                                                              |
| 29           | 2024年10月14日 | ☆    | 6R 2:59  | TKO          | ペッチ・CPフレッシュマート           | タイ           | WBC防衛2                                                              |
| 30           | 2025年2月24日  | ☆    | 3R 3:04  | KO           | デビッド・クエジャル                 | メキシコ       | WBC防衛3                                                              |
| 31           | 2025年6月8日   | ☆    | 6R 終了  | TKO          | 西田凌佑（六島）                     | 日本           | WBC・IBF世界バンタム級王座統一戦 WBC防衛4 IBF・リングマガジン王座獲得 |
| 32           | 2025年12月27日 | -    | -        | -            | ラモン・カルデナス                   | アメリカ合衆国 | 試合前                                                                |
| テンプレート |                |      |          |              |                                      |                |                                                                       |

## 獲得タイトル
- 2016年度全日本フライ級新人王
- 初代日本フライ級ユース王座（防衛0=返上）
- 2018年度日本フライ級最強挑戦者
- 日本フライ級王座（防衛0=返上）
- WBO世界フライ級王座（防衛2=返上）
- WBO世界スーパーフライ級王座（防衛1=返上）
- WBC世界バンタム級王座（防衛4＝返上）
- IBF世界バンタム級王座（防衛0＝返上）
- リングマガジン世界バンタム級王座

## 受賞
- プロ・アマチュア年間表彰
  - 2019年プロボクシング部門 新鋭賞[61]
  - 2020年プロボクシング部門 殊勲賞[62]
  - 2022年プロボクシング部門 殊勲賞[63]
- 相模原市文化スポーツ表彰（2022年）[64]
- 2023年アンドリュー・モロニー戦
  - ESPN「Men's KO of the year 2023」[43]
  - CBSスポーツ「2023年 年間最優秀KO賞」[44]
  - Top Rank「KO of the year 2023」[45]
  - リングマガジン「knockout of the year 2023」[46]